# Televizní studio Brno
Televizní studio Brno je ze zákona zřízené regionální studio České televize v Brně. Vzniklo v červnu 1961 jako třetí mimopražské studio Československé televize (po Ostravě a Bratislavě), vysílání zahájilo 6. července 1961 živým komponovaným pořadem Sedmikrásky nad Brnem. Studio sídlilo ve dvou budovách v centru města, od roku 2016 vysílá z areálu v okrajové městské části Brno-Líšeň. Ke konci roku 2020 mělo 237 zaměstnanců. Do gesce redakce zpravodajství Televizního studia Brno spadá rovněž redakce ve Zlíně a její pracovníci.
Studio nemá právní subjektivitu. Jeho ředitele však zákon opravňuje činit jménem České televize právní úkony týkající se studia včetně uzavírání smluv, a to s výjimkou nakládání s nemovitým majetkem. Ředitele volí a odvolává Rada České televize na návrh generálního ředitele celé instituce. Od listopadu 2023 je ředitelem Televizního studia Brno Petr Albrecht.

## Historie Televizního studia Brno

### 60. léta 20. století
První vysílání z brněnského studia Československé televize se uskutečnilo 6. července 1961 formou živě odvysílaného zábavného pásma Sedmikrásky nad Brnem.
Kromě zábavných, zpravodajských či publicistických pořadů (Jihomoravský televizní týdeník, Mohu do toho mluvit?) toto období charakterizuje velké množství sportovních přenosů a zahájení dětského vysílání pod vedením Věry Mikuláškové.
V roce 1963 se součástí Československé televize v Brně stalo dabingové studio.
Do televizní historie se zapsalo improvizované vysílání z vysílače Kojál 21. srpna 1968, kam se přesunul štáb, aby informoval diváky o dění v Brně během počátku okupace Československa vojsky Varšavské smlouvy. Sídlo televize, studio Typos, totiž obsadila sovětská armáda a znemožnila vysílání.

### 70. léta 20. století
Do dramaturgie pořadů výrazně zasáhla normalizace. Zábavné, vzdělávací a dětské pořady byly postupně vytlačovány záznamy a přenosy událostí poplatných komunistického režimu. Dění ve studiu zasáhly také personální čistky. Přesto se podařilo natočit celou řadu divácky atraktivních pořadů. Patřily k nim například záznamy divadelních představení (Liška Bystrouška, Výlety pana Broučka, Adam a Eva), dvoudílná inscenace podle Alberta Moravii Římanka nebo množství hudebních dokumentů a pořadů s folklorní tematikou. V tomto období také vznikly první dětské soutěže, jako Piškvorky nebo Hrajeme si každý den. Velmi oblíbené byly zábavné pořady Veselá je dědina, Všichni se ptají, komu to hrají, bakalářské příběhy nebo seriál Slovácko sa nesúdí.

### 80. léta 20. století
V brněnském studiu už v této dekádě pracovalo bezmála 500 lidí. Zpravodajské štáby vyráběly nejen Jihomoravský zpravodajský magazín, ale přispívaly také do celostátních Televizních novin a Hospodářského zápisníku. Vznikla celá řada dokumentů. Redakce publicistiky přispívala do celostátních magazínů Perspektivy, Zemědělský rok nebo Zadáno pro ženy. Přibylo hudebních pořadů a také pořadů pro děti. Popularitu si získaly Kámen, nůžky papír nebo soutěž Kluci a holky z jedné lavice. Dospělé pak bavily Bakaláři, silvestrovské pořady s Vladimírem Menšíkem, soutěž Manželský pětiboj, Dva z jednoho města nebo zábavný pořad Randez-vous s Gustavem Bromem. V roce 1987 vznikl první díl Manéže Bolka Polívky.

### 90. léta 20. století
Krátce po listopadových událostech roku 1989 se stala novou ředitelkou studia bývalá dramaturgyně Věra Mikulášková. Vznikly nové diskusní pořady Klub Netopýr a Z očí do očí. Zrodilo se zcela nové vysílání připravované redakcí náboženské tvorby. Premiéry měly budoucí dlouholeté stálice, například vědomostní AZ-kvíz a talk show Banánové rybičky Haliny Pawlowské. Zprávy začal přinášet Jihomoravský večerník a publicistickým tématům se věnovaly Souvislosti nebo Nadoraz. Tvůrčí skupiny natáčely celovečerní pohádky (Sedmero krkavců režiséra Ludvíka Ráži a Lotrando a Zubejda Karla Smyczka), dokumentární cykly, inscenace, filmy a seriály. Například Detektiv Martin Tomsa, Hříšní lidé města brněnského a v roce 1998 prvních 13 dílů Četnických humoresek v režii Antonína Moskalyka. Na obrazovce se také objevily nové soutěže (Hip Hap Hop, Pyramida, Ypsilon) a desítky pohádek a filmů pro děti.

### 2000–2009
V nultých letech 21. století zpravodajství stále více přispívalo do celostátního vysílání a větší prostor dostávalo i v tom regionálním. Přineslo nové tituly, jako je Dobré ráno, Týden v regionech nebo Zajímavosti z regionů. Vysílání ovládly nové technologie, přibylo živých vstupů a kontinuálního vysílání. Jihomoravský večerník nahradily v roce 2007 Události v regionech. Výrazně narostl počet vysílacích hodin natočených redakcí sportu. Populární seriál Četnické humoresky se dočkal dalších dvou řad s rekordní sledovaností, celkem bylo natočeno 39 dílů. Režie posledních z nich se po úmrtí Antonína Moskalyka ujala režisérova dcera Pavlína. Na obrazovce se objevily nové zábavné pořady, například Bolkoviny nebo cykly Vzhůru dolů, Rajské zahrady, Den D, Kuchařská pohotovost, Po stopách hvězd a mnohé další. Každý druhý pátek mohli diváci sledovat brněnské vydání pořadu nejen pro ženy Sama doma. Velkému zájmu se těšil u hudební magazín Notes. Juraj Herz natočil Černé barony, Milan Cieslar Krev zmizelého, Filip Renč triptych Vetřelci a lovci, Robert Sedláček komedii Muži v říji, Jiří Svoboda Les mrtvých nebo kriminálku Domina. Z pohádek to byly Český Honza Zdeňka Kozáka nebo Dům U Zlatého úsvitu Pavla Jandourka. Publicistiku a dokument zastupovaly cykly Případ pro ombudsmana, Památky na prodej nebo Příběhy domů. Velký prostor dostávaly hudební filmy a dokumenty (Car Men, Beethovenovy vlasy, Magdalena aneb Menší film o velké zpěvačce), záznamy a přenosy koncertů a divadelních představení. Centrum náboženské tvorby zajišťovalo přenosy bohoslužeb a kromě pravidelných magazínů přinášelo na obrazovky řadu dokumentů a cyklů. Vrcholnou událostí se stala návštěva papeže Benedikta XVI. v roce 2009 a přenos jeho bohoslužby z Brna-Tuřan.

### 2010–2019

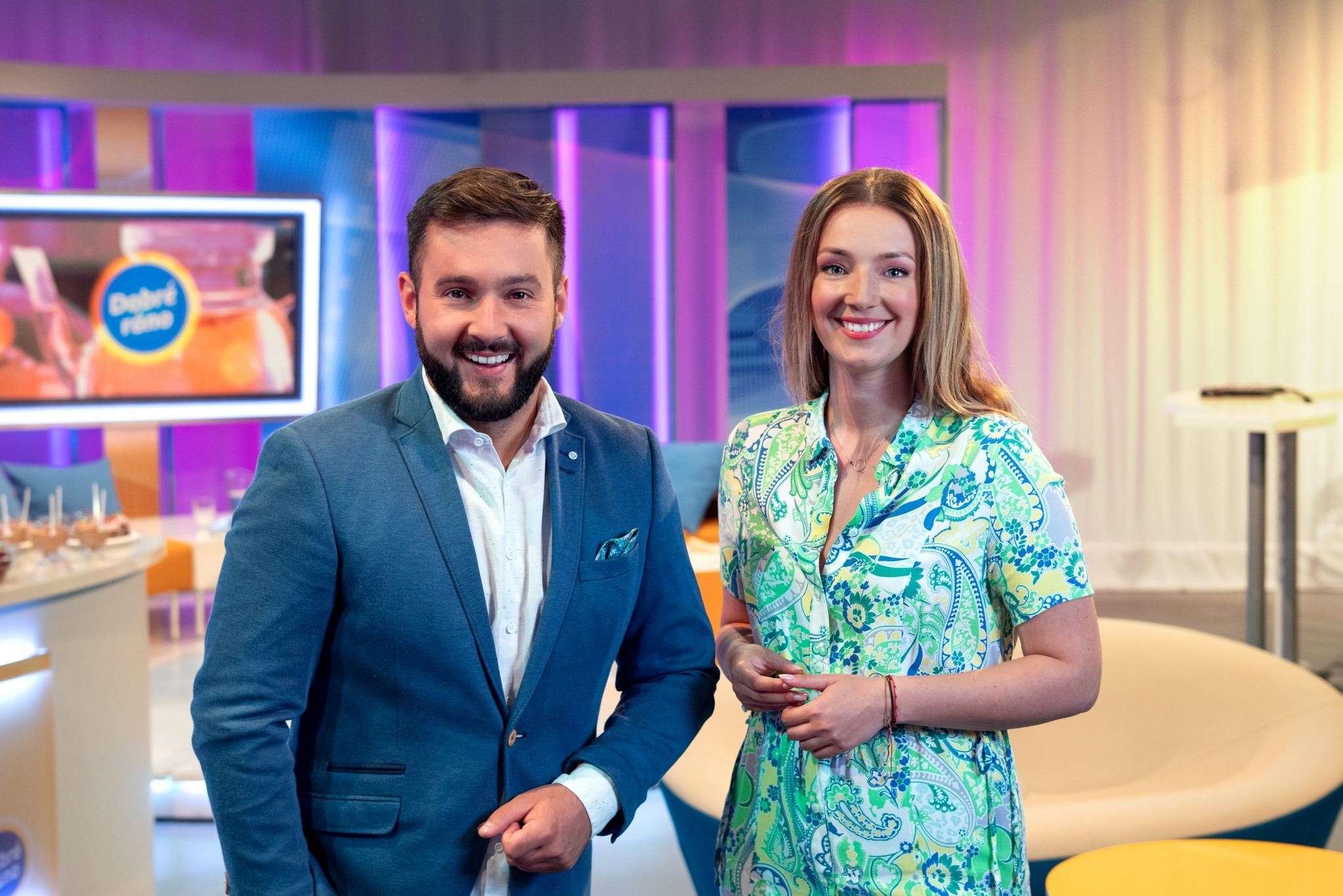
Moderátoři brněnského vysílání pořadu Dobré ráno

Druhé dekádě 21. století dominovala výstavba a stěhování televize z centra města (budovy Typosu a z budovy na Běhounské) do nového areálu v Brně-Líšni v červenci 2016. S novým areálem získalo brněnské studio také moderní zpravodajský newsroom. Reakce zpravodajství kromě regionálních pořadů stále více přispívala do vysílání stanic ČT1 a ČT24.
Velkým úspěchem se stal televizní film Osmy, dalšími úspěšnými snímky byly Můj strýček Archimedes, Veterán, Zlatý podraz a úspěch měly i seriály Četníci z Luhačovic a tři řady Labyrintu.
V Brně probíhala výroba velkého množství pořadů pro děti pro kanál ČT :D – Záhady Toma Wizarda, Hýbánky, Terčin zvířecí svět, Cvičky pana Hudbičky, Kosmix, pohádky z cyklu čtení do ouška, ale i velké pohádky Šťastný smolař, Sněžný drak či Korunní princ. Zmínit je třeba i pořady pro neslyšící děti Dr. Žako a Hopsasa. Zájem u diváků byl i o hudební magazín Terra musica.
Brněnské studio je známé také svými dokumenty a dokumentárními cykly ze všech oblastí života, historie a umění (Jako bychom zde zemřít měli, Kaple – duše rodů, Magické hlubiny, Krajinou vína, Putování s párou, Evropský architekt Bohuslav Fuchs, Sólo pro jednu ruku, aj.).
Pořady Dobré ráno, Sama doma, ArtZóna a AZ-kvíz jsou dlouhodobými stálicemi brněnské výroby.

## Podíl na vysílání
Zákon o České televizi ukládá studiím v Brně a Ostravě povinnost připravit denně alespoň 25 minut „regionálního vysílání zpravodajských a publicistických pořadů“. Tento závazek plní ve všední dny především podvečerní zpravodajský pořad Události v regionech vysílaný pro příslušné oblasti z Prahy, Brna a Ostravy. O víkendu pak Česká televize vysílá pořady Týden v regionech a Zajímavosti z regionů.
Na celoplošném vysílání se podle zákona musejí regionální studia společně podílet nejméně 20 procenty celkového vysílacího času celoplošných programových okruhů ČT, a to v měsíčním úhrnu. Podle výroční zprávy České televize za rok 2020 mělo brněnské studio v daném roce na vysílání celoplošných programových okruhů devítiprocentní podíl, přičemž nejvíce (ze 14 procent) se podílelo na programu ČT1.

## Vývoj a výroba pořadů

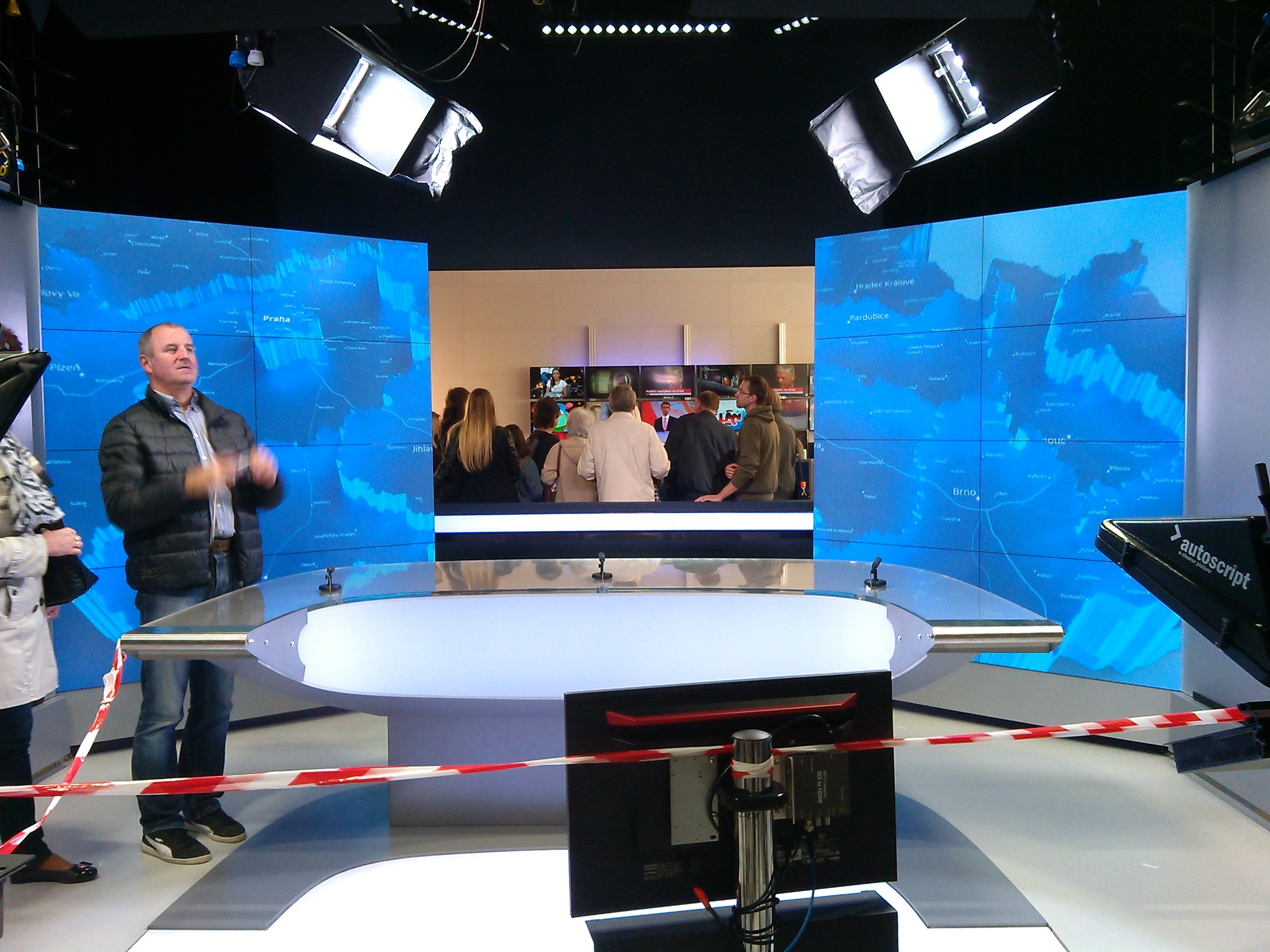
Studio zpravodajských pořadů

V Televizním studiu Brno působí tři z celkového počtu 16 tvůrčích producentských skupin (TPS), které se zabývají vývojem nových pořadů a programových formátů pro vysílání České televize. K roku 2021 v Brně pracuje TPS hrané, zábavné a dětské tvorby; TPS náboženské tvorby a TPS dokumentu a nových formátů. Činnost brněnských producentských skupin koordinuje Centrum dramaturgie TS Brno, které se rovněž věnuje dramaturgii pravidelných „běžících“ pořadů.
V roce 2020 se Televizní studio Brno a jeho jednotlivé tvůrčí skupiny zabývaly 130 náměty, z nichž 46 bylo ke konci daného roku přijato ve stádiu vývoje a 26 již vyrobeno. Studio v daném roce připravilo celkem 693 premiérových pořadů v celkové délce 577,4 hodiny pro programové okruhy ČT1, ČT2, ČT :D a ČT art.

## Sídlo

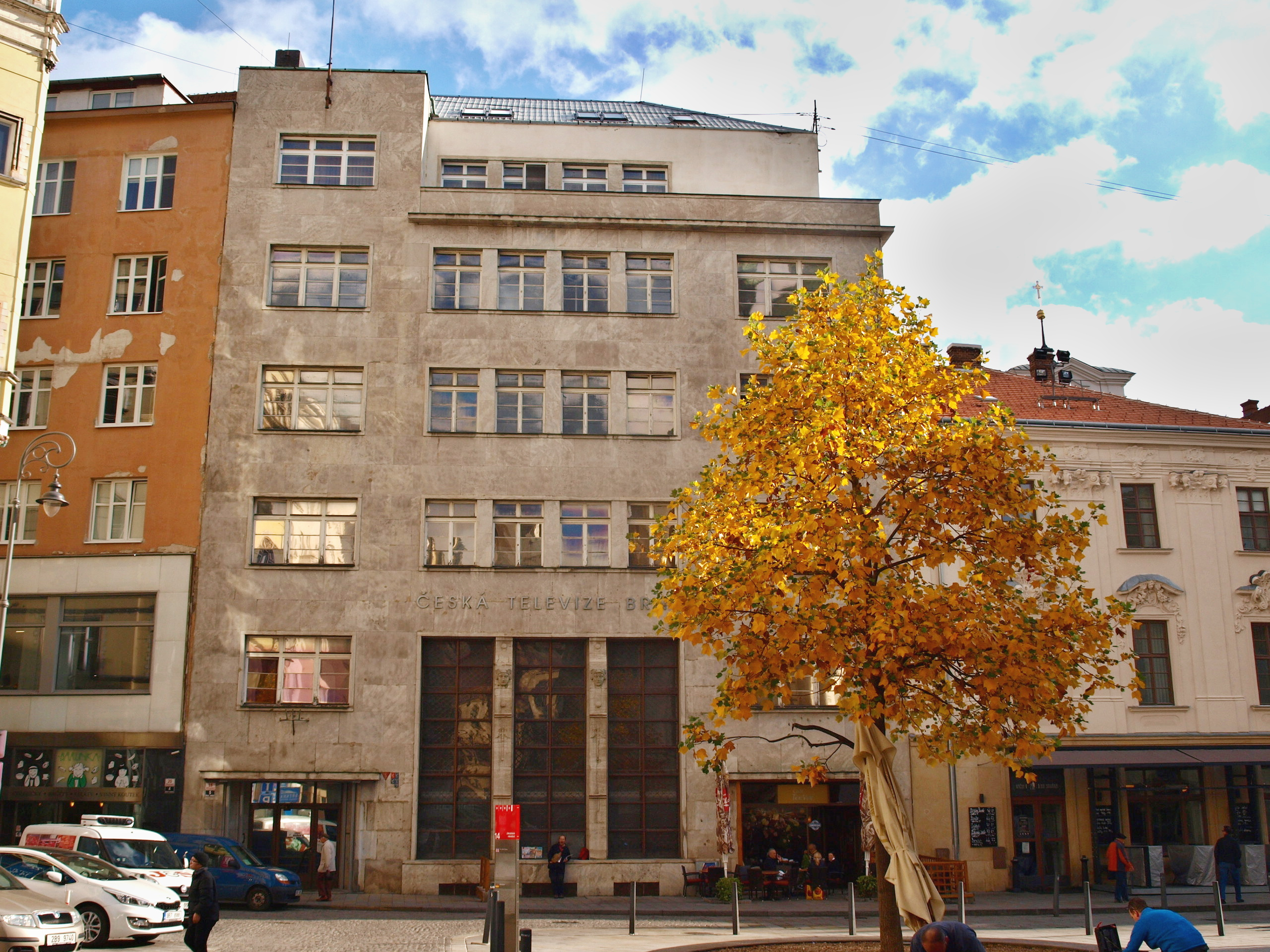
Bývalá budova ředitelství Televizního studia Brno v Běhounské ulici

Do 3. října 2016 sídlilo brněnské studio ČT v centru města ve dvou blízkých, ale nepropojených objektech: v původně bytovém domě Typos s pasáží v přízemí a s bývalou vinárnou a tančírnou v podzemí v Jezuitské ulici (studia) a v budově bývalé banky v Běhounské ulici (ředitelství). Od října 2016 vysílá z nového areálu v Líšni, kde byl využit skelet opuštěné správní budovy v bývalém areálu Zetoru.
Do nového sídla brněnského studia investovala Česká televize celkem 350 milionů korun, z toho 274 milionů do stavby, 32 milionů do osvětlovací techniky a 45 milionů do televizních technologií. V budově jsou tři studia, z nichž jedno slouží výlučně zpravodajským a publicistickým pořadům. Největší má rozlohu 330 metrů čtverečních. Stavba trvala 16 měsíců.